# Nikoloz Lekišvili
Nikoloz Lekišvili, znám také jako Niko Lekišvili (gruzínsky: ნიკოლოზ "ნიკო" ლეკიშვილი; 20. dubna 1947 – 3. ledna 2025) byl gruzínský politik a bývalý státní ministr.
Během studií na Gruzínském polytechnickém institutu získal titul inženýr jakožto specialista v oboru fyziky v prostředí s vysokými teplotami. Později studoval ještě ekonomii v Moskvě. V letech 1972–1973 pracoval pro polytechnický institut a působil v Tbilisi jako instruktor v Komsomolu, kde se vypracoval nejprve do pozice prvního tajemníka místního výboru Komsomolu v okrsku Prvomájsky. Koncem 70. let se v Komsomolu dostal až na pozici prvního tajemníka Tbiliského městského výboru Komsomolu. V té době se rozhodl ke vstupu do KSSS a v 80. letech v ní zastával několik funkcí a začal pracovat na tbiliské radnici. V roce 1990 se stal předsedou výkonného výboru města Tbilisi. Díky uvolňujícímu se veřejnému životu se Niko Lekišvili také pustil do podnikání, na jehož poli byl velice úspěšný.
Po volbách do gruzínského parlamentu v roce 1992 se stal poslancem. V parlamentu vykonával funkci předsedy parlamentní komise pro průmysl, stavby, energetiku, dopravu, telekomunikace a ekonomiky měst a obcí. V roce 1993 se stal tbiliským primátorem a tuto funkci vykonával až do dalších parlamentních voleb v roce 1995. Do parlamentu se mu tentokrát dostat nepodařilo, ale 8. prosince si ho gruzínský prezident Eduard Ševardnadze vybral na nově zřízenou pozici Státního ministra, která nahradila funkci právě zrušeného postu premiéra, jehož pravomoci většinou převzal právě Ševardnadze. Někdy touto dobou také Lekišvili vstoupil do Svazu Občanů Gruzie a stal se jejím místopředsedou. Po třech letech, když nastala v Gruzii krize, Lekišvili 26. července 1998 oznámil svou rezignaci a pád vlády.
Na nějakou dobu odešel z politiky, ale rychle se do ní vrátil, když se v roce 1999 uskutečnily nové parlamentní volby. Tentokrát uspěl a dostal se do parlamentu (za Svaz Občanů Gruzie). V parlamentu předsedal výboru pro regionální politiku a samosprávu. Když nastala v Gruzii tzv. růžová revoluce, ukončil Lekišvili svou politickou kariéru, ale zasednul v nových politických podmínkách do čela výboru pro hospodaření s přírodními zdroji.